# Shiroi te
Pour plus de détails, voir Fiche technique et Distribution.
Shiroi te (白い手) est un film japonais réalisé par Seijirō Kōyama, sorti en 1990.

## Synopsis
En 1956, dans une ville de bord de mer, deux adolescents, Masaru et Takakiyo, s'éprennent d'une fille aux mains blanches.

## Fiche technique
- Titre : Shiroi te
- Titre original : 白い手
- Réalisation : Seijirō Kōyama
- Scénario : Shigeko Satō d'après le roman de Makoto Shiina (ja)
- Musique : Ryōichi Kuniyoshi (ja)
- Photographie : Masahiko Iimura
- Décors : Hiroshi Kitagawa
- Montage : Kiyoaki Saitō
- Production : Shichirō Murakami (ja) (producteur délégué)
- Société de production : Kansai Telecasting
- Pays de production :  Japon
- Langue originale : japonais
- Genre : Drame
- Durée : 100 minutes
- Dates de sortie : 
  - Japon : 13 octobre 1990[1]

## Distribution
- Katsuo Nakagaki : Masaru Sugino
- Manabu Fukuhara : Takakiyo Matsui
- Tamami Hirose : la fille aux mains blanches
- Yōko Minamino : Ayako Furusawa
- Shō Aikawa : Kenji Ichihara
- Ken Ishiguro : l'oncle de Masaru
- Orie Satō : la mère de la fille aux mains blanches
- Mami Yamase : la professeure
- Mayumi Ogawa : la mère de Takakiyo
- Gin Maeda : le père de Takakiyo
- Toshiyuki Amagasa : Hiromitsu
- Hirozumi Satō : Bacchin
- Dai Udagawa : Shunichi

## Distinctions
Sauf indication contraire, les informations mentionnées dans cette section peuvent être confirmées par la base de données cinématographiques IMDb,  présente dans la section « Liens externes ».

### Récompenses
- 1990 : Nikkan Sports Film Awards du meilleur réalisateur pour Seijirō Kōyama et de la meilleure actrice dans un second rôle pour Mayumi Ogawa[2]

### Nominations
- 1991 : prix du meilleur film, du meilleur réalisateur pour Seijirō Kōyama et de la meilleure actrice dans un second rôle pour Mayumi Ogawa (conjointement pour Isan sōzoku et Haruka naru kōshien) aux Japan Academy Prize[3]